# Тврђава Шати
Тврђава Шати је био средњовековни утврђени град у близини Скадра у савременој Албанији. Током 12-15. века био је под влашћу Српске краљевине, Млетачке републике и Османског царства и Скендербега, који га је срушио негде после 1459. године.

## Историја
Заједно са Скадом и околином, Шати је до 1395. године био у саставу кнежевине Зете. Припадао је феуду Константина Балшића, који је поставио Коју Захарија за кастелана утврђења Шати. Године 1395. Балша II Балшић  је уступио Шати, заједно са залеђем Скадра и Дривастом, Млетачкој републици како би створио тампон зону између свог господства и Османског царства. Захарија је одбио да дозволи Млечанима да преузму контролу над Шатијем и прогласио се господаром Шатија и Дагнума. Млечани су безуспешно покушали да заузму Шати силом 1396. године, када је Захарија подржало Османско царство јер је постао отомански вазал. Ипак, после годину дана Млечани су успели да убеде Коју да им дозволи да поставе млетачког грађанина Прогона Дукађина на место кастелана Шатија.
Леке Захарија је 1444. године убио његов пронојар Никола Дукађини. Пошто се Леке Захарија придружио Љешкој Лиги 1444. године, а Дукађин је такође био члан, Скендербег је тражио да му Венеција уступи Захаријину бившу проноју. Упркос Скендербеговим тврдњама, Захаријина мајка Боша и становништво Захаријине проноје подржали су млетачко преузимање њихових градова, укључујући и Шати, јер су били непријатељски расположени према Скендербеговом савезу Леже и преферирали Венецију од било којег локалног присталица Лиге. Никола Дукађин је наставио своју борбу, сада против нове власти, и успео да без борбе заузме Шати и неколико села.
Након што су Млечани поново заузели Дагнум од Леке Дукађинија почетком септембра 1457. године, гувернер Скадра је првобитно доделио област Задрима Драги Дукађину под изговором да је припадао Шати. Драга Дукађин, који је био узнемирен због уговора између Млечана и Леке и Пала Дукађинија, молио је млетачки Сенат да потврди његова права на тврђаву Шати.Млетачки сенат није прихватио одлуку намесника Скадра и потврдио је Драги Дукађину права на Сати и околину 11. септембра 1458. године.
Године 1459, Скендербегове снаге су преузеле Шати од Отоманског царства и Скендербег га је уступио Венецији како би осигурао добре односе са њеном Сињоријом пре него што је послао своје трупе у Италију да помогну краљу Фердинанду да поврати и одржи своје краљевство након смрти краља Алфонса V од Арагона. Према уговору, Млечани су имали обавезу да сравне тврђаву и да однесу са брда сав преостали грађевински материјал како би спречили будућу обнову тврђаве. Пре него што су Млечани преузели контролу над Шатијем, Скендербег је заузео њега и околину, отеравши Леку Дукађинија и његове снаге, а затим уништио Сати.